# Vednozelena cipresa
Vednozelena cipresa, tudi sredozemska cipresa (znanstveno ime Cupressus sempervirens) je vednozeleno drevo, ki je samoniklo v sredozemskem podnebju, razširjeno pa je od južnega dela Portugalske in Maroka na zahodu do Irana na vzhodu.

## Opis
Odrasla drevesa zrastejo do 35 m visoko in imajo do 1 m debelo deblo ter ozko stebrasto in zašiljeno krošnjo z navzgor usmerjenimi in k deblu tesno prilegajočimi se vejami. Listi so luskasti, dolgi od 2 do 5 mm. Moški cvetovi so podolgovati in tanki Dosežejo dolžino do 5 mm in so rumene barve. Na koncu lanskih poganjkov se razvijejo že v jeseni. Ženski cvetovi so prav tako majhni, a so manj opazni in bolj okroglasti. Najpogostejši so v zgornjem delu krošnje. Storži so okrogli, precej veliki, sprva zeleni, po 20 do 24 mesecih pa postanejo rjavi. V premeru merijo med 25 in 40 mm, sestavljeni pa so iz 8–14 lusk. Pod vsako lusko je med 8 in 15 ploščatih semen. Vedno zelena cipresa se razmnožuje s semeni ali vegetativno s cepljenjem, potaknjenci in poganjki. Doseže lahko visoko starost, saj naj bi bila najstarejša cipresa, ki se nahaja v Iranu, stara okoli 4.000 let.

## Uporaba
Vednozelena cipresa je priljubljeno okrasno drevo v vrtovih dežel zmernega podnebja, vendar je izjemno podvržena cipresnemu raku, ki ga povzroča gliva Seiridium cardinale. Že od antike je cipresa simbol žalovanja, s čimer jo še danes povezujejo tako kristjani kot tudi muslimani.
Les ima prijeten vonj, je trd in žilav, zaradi česar so ga v preteklosti uporabljali za izdelavo sodov in škafov. Cipresin les se je v Italiji tradicionalno uporabljal za izdelavo čembal.
Iz listov se pridobiva eterično olje, ki se v kozmetični industriji uporablja kot dišava, astringent, pa tudi kot sredstvo za utrjevanje kože. Poleg tega naj bi izvlečki ciprese pomagali proti prhljaju.